# Dovesville
Dovesville es un lugar designado por el censo ubicado en el condado de Darlington en el estado estadounidense de Carolina del Sur. En el Censo de 2020 tenía una población de 827 habitantes y una densidad poblacional de 45,44 habitantes por km². Fue incluido como CDP en el censo de 2020.

## Geografía
Dovesville se encuentra ubicado en las coordenadas 34°24′8″N 79°53′42″O / 34.40222, -79.89500. Según la Oficina del Censo de los Estados Unidos,  tiene una superficie total de 18,20 km², de la cual 18,15 km² corresponden a tierra firme y 0,05 km² a agua.